# Мінков Іван Григорович
Іван Григорович Мінков (25.01.2002—26.02.2022) — солдат Збройних Сил України, учасник російсько-української війни, який загинув під час російського вторгнення в Україну.

## Життєпис
Народився 25 січня 2002 року в с. Криничному Болградського району Одеської області. Навчався та здобув середню освіту в місцевому Криничненському ліцеї.
Під час російського вторгнення в Україну в 2022 році був солдатом, водієм мінометної батареї механізованого батальйону 1 ОТБр.
Загинув 26 лютого 2022 року під час артилерійського обстрілу у боях з агресором в ході відбиття російського вторгнення в Україну поблизу м. Чернігова. Похований 12 квітня 2022 року в с. Криничному.
Залишилися мати та бабуся.

## Нагороди
- орден «За мужність» III ступеня (2022, посмертно) — за особисту мужність і самовіддані дії, виявлені у захисті державного суверенітету та територіальної цілісності України, вірність військовій присязі[2].

## Вшанування пам'яті
У вересні 2022 року, за участі Болградської районної спілки ветеранів АТО, громадськості та рідних загиблого Героя, на будівлі Криничненського ліцею в с. Криничному було встановлено Меморіальну дошку на честь Івана Мінкова.
Громадськість села Криничного, основна маса мешканців якого є етнічними болгарами, виступила з пропозицією перейменувати вулицю Лікарняну, на якій виріс Іван, на вулицю ім. Івана Мінкова.